# Mandy Walker
Mandy Walker AM, ACS, ASC é uma diretora de fotografia australiana. Em 2023 tornou-se a primeira mulher a ganhar o prêmio da American Society of Cinematographers por seu trabalho em “Elvis”, filme dirigido por Baz Luhrmann que conta a história do cantor e ator Elvis Presley.